# Chalara aotearoa
Chalara aotearoa är en svampart som beskrevs av Nag Raj & S. Hughes 1974. Chalara aotearoa ingår i släktet Chalara, divisionen sporsäcksvampar och riket svampar.   Inga underarter finns listade i Catalogue of Life.